# IC 4952
IC 4952 est une galaxie spirale située dans la constellation du Télescope. Sa vitesse par rapport au fond diffus cosmologique est de 4 167 ± 27 km/s, ce qui correspond à une distance de Hubble de 61,5 ± 4,3 Mpc (∼201 millions d'al). Cette galaxie a été découverte par l'astronome américain DeLisle Stewart en 1901.
À ce jour, une mesure non basée sur le décalage vers le rouge (redshift) donne une distance d'environ 40,000 Mpc (∼130 millions d'al). Cette valeur est loin à l'extérieur des valeurs de la distance de Hubble. Notons que c'est avec la valeur moyenne des mesures indépendantes, lorsqu'elles existent, que la base de données NASA/IPAC calcule le diamètre d'une galaxie et qu'en conséquence le diamètre d'IC 4952 pourrait être d'environ 39,3 kpc (∼128 000 al) si on utilisait la distance de Hubble pour le calculer.

## Groupe d'ESO 185-54
Selon A. M. Garcia IC 4952 fait partie du groupe d'ESO 185-54. Ce groupe de galaxies renferme au moins neuf membres. Les autres galaxies sont NGC 6848, NGC 6855, NGC 6862, NGC 6867, IC 4935, IC 4950, IC 4963 et ESO 185-54.